# ایستگاه برامپتون غربی
ایستگاه برامپتون غربی (انگلیسی: West Brompton station) یکی از ایستگاه‌های خط ناحیه متروی لندن، خط غرب متروی زمینی لندن و راه‌آهن انگلستان است.
این ایستگاه که در منطقه سلطنتی کنزینگتون و چلسی قرار دارد در سال ۱۸۶۶ میلادی تأسیس شده‌است.

## نگارخانه

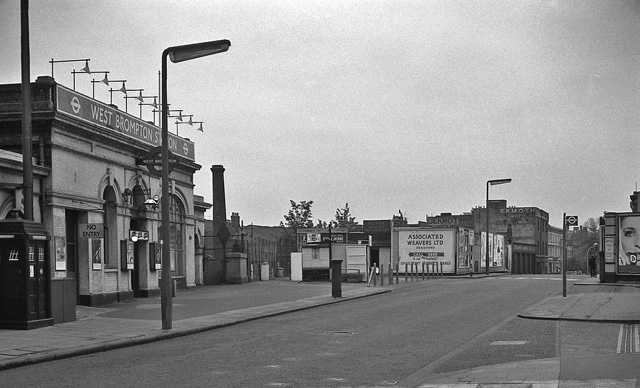
Station, entrance on Old Brompton Road in 1963
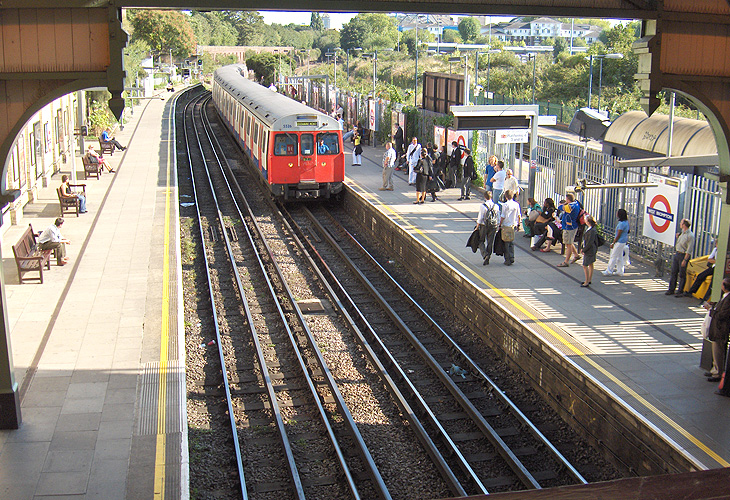
West Brompton underground station platforms, with northbound train arriving (September 2006)
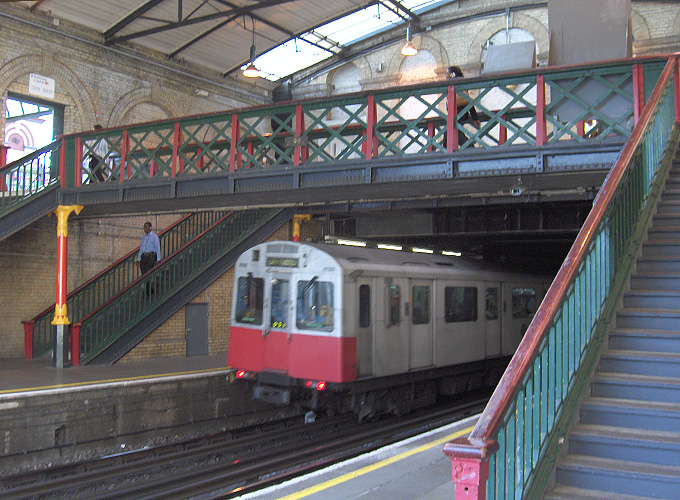
West Brompton underground station footbridges (September 2006)
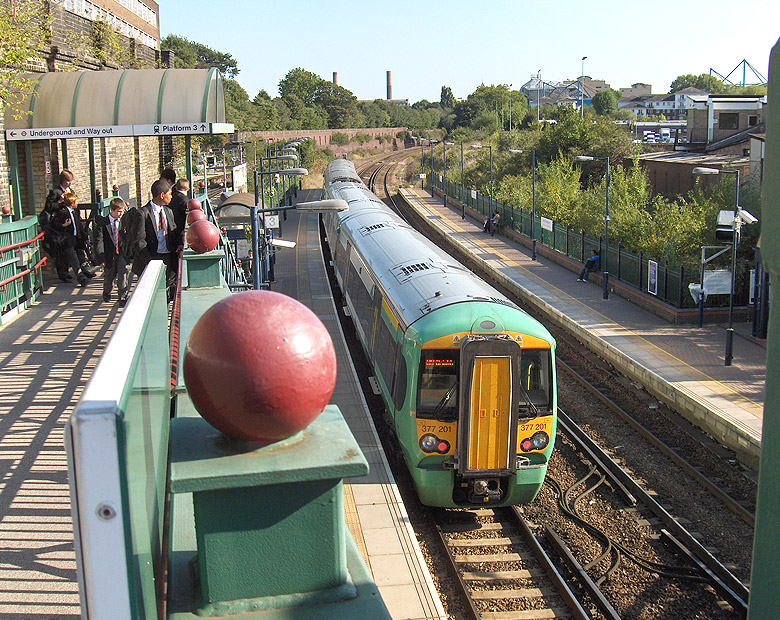
West Brompton overground station - southbound Southern Class 377 Electrostar service at the platform (September 2006)
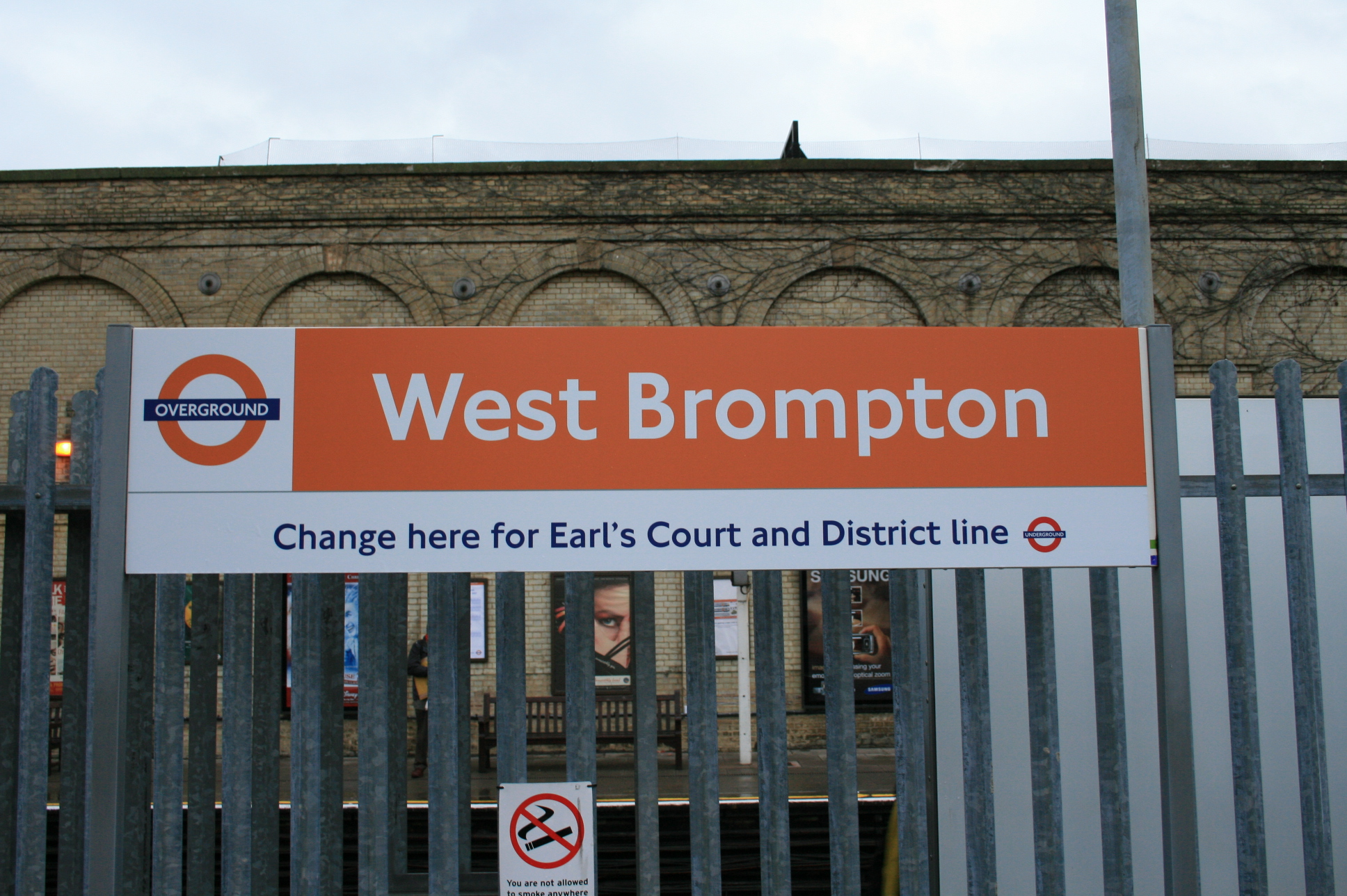
London Overground branded sign at West Brompton Station.
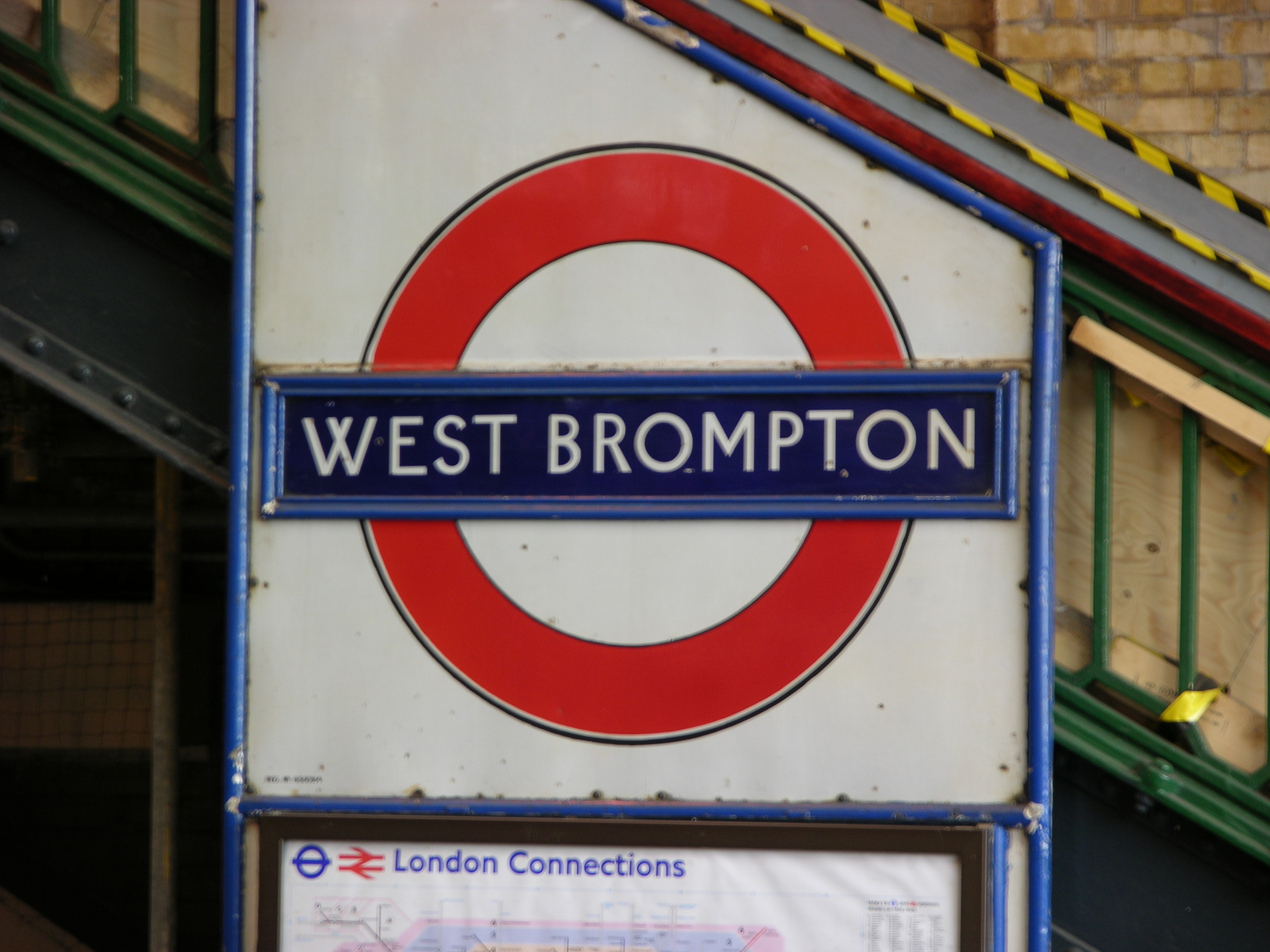
Vintage sign, from before the Johnston typeface was standardised